# Àrea de sant'Omobono
L'àrea de Sant'Omobono és el nom d'una àrea arqueològica de Roma (Itàlia), descoberta el 1937 en les proximitats de l'església del mateix nom. Concretament, a l'encreuament de l'actual carrer L. Petroselli i el Vicus Iugarius, als peus del turó Capitolí, l'exploració de la qual ha permès recuperar documents d'importància excepcional per a la comprensió del període antic i el republicà de la història de la ciutat. Inclou les restes de dos temples: el de Fortuna i el de Mater Matuta.

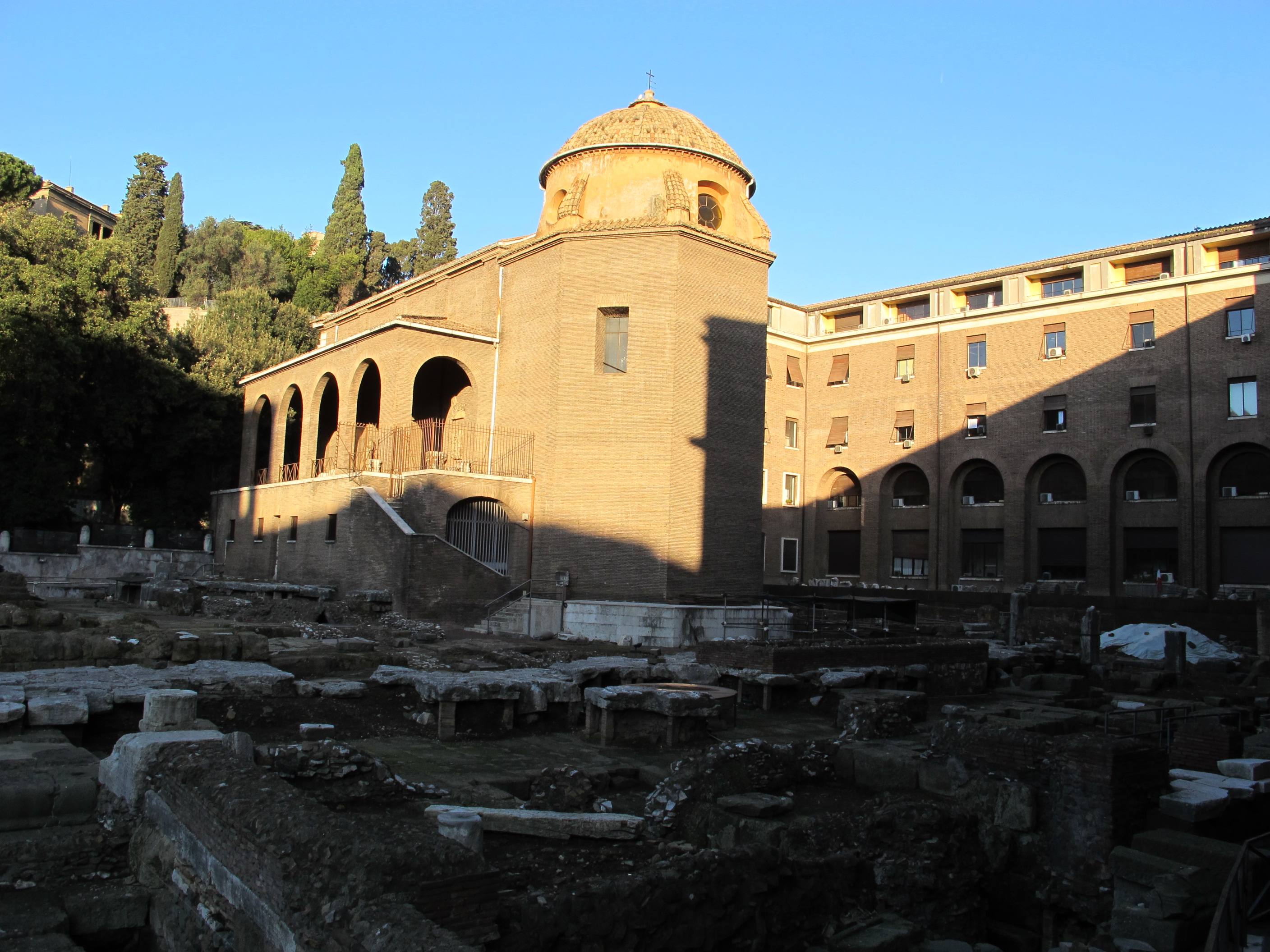
L'àrea de sant'Omobono amb l'església del mateix nom al fons

## Descripció

### Els temples
El Vicus Iugarius era un carrer que portava al fòrum Magnum i que comunicava amb el port fluvial del riu Tíber i acabava més enllà del Forum Holitorium i del Forum Boarium. Al segon quart del segle vi aC, en una àrea que estava ocupada per cabanes arcaiques, es van construir dos temples bessons, dels quals només un ha estat possible de ser excavat, perquè l'altre està sota els fonaments d'una església catòlica. Les referències històriques indiquen que es tracta dels temples de Fortuna i Mater Matuta. Consistien en una zona pavimentada amb un altar. El podi estava decorat amb relleus de formes geomètriques com de coixins. Hi havia una única cel·la, que era gran i se sustentava amb quatre columnes situades a l'estil in antis. Els escrits històrics relacionen aquestes construccions amb el regnat de Servi Tul·li, el qual buscava amb això assegurar la protecció dels déus, als quals va dedicar 26 temples, cadascun d'aquests amb una invocació diferent.
L'elecció del lloc era prou significativa: al costat del port, fet que indica la creixent importància en aquell temps del comerç fluvial a la ciutat. La divinitat escollida tenia també aquest sentit, ja que Mater Matuta era una divinitat relacionada amb la navegació, sovint anomenada "stella mattutina", invocada pels mariners per trobar la ruta i per salvar-se d'un naufragi. Era equivalent a la dea Ino, popular entre els mariners i mercaders estrangers que arribaven a Roma a fer els seus negocis i devien visitar aquest temple abans d'emprendre el viatge de tornada. Per tant, els intercanvis que van tenir lloc entre els romans, grecs, etruscs, fenicis i cartaginesos estaven protegits per les dues divinitats, en una mena de santuari internacional, tal com existia a Pirgi (una ciutat etrusca al centre de la costa de la mar Tirrena), a Locri (sud de la península Itàlica) o a Samos (Grècia), amb divinitats substancialment iguals, però amb noms diferents. En aquests temples, s'hi practicava la "prostitució sacra". Un foraster feia una donació de diners al temple, mentre que una dona jove de la població local s'oferia per a tenir una relació sexual fingida o real, que feia que tots dos fossin beneïts per la dea amb el do de la fertilitat. El ritual era apropiat per a qualsevol dona, ja fos de bona família o esclava, i només calia que el fessin un cop a la vida. Al mateix temps, servia per a una circulació forçada de diners.
Durant els treballs d'excavació que es van dur el 1977-78, es van trobar nombrosos elements arquitectònics de terracota, pertanyents a la primera fase de la construcció (al voltant del 570 aC), tots d'alta qualitat, entre els quals estan els punts corbats situats al sostre, i els fragments de dos animals salvatges ajupits sobre les seves potes del darrere i amb les potes davanteres dretes, que es creu que devien representar panteres per les restes de pintura, que devien representar les típiques taques d'aquests animals. Tot el temple estava acolorit amb els pigments coneguts en aquell temps: marró, blau, roig, blanc i negre. Una altra troballa interessant és una petita placa d'ivori, que representa un lleó amb una inscripció que diu «araz silqetanas spurianas», que podria ser un nom seguit de dos cognoms. D'aquest grup de paraules, se sap que "Spurianas" és un nom etrusc, el mateix que apareix a la famosa tomba dels bous de Tarquínia. També es van trobar fragments de dues estàtues de terracota, l'un que representa Hèrcules (amb la pell de lleó lligada a la cintura) i una figura femenina amb casc de cresta, que podria ser Minerva o Fortuna, amb vestimenta guerrera.
L'àrea sagrada, d'acord amb la informació aportada pels materials trobats en les excavacions, va ser restaurada l'any 540 aC i va ser abandonada cap a finals del segle vi aC, a finals de la monarquia.

### Època republicana
La zona es va tornar a construir prop d'un segle després d'haver estat abandonada. Aquesta vegada, el nivell del terra es va alçar quatre metres amb la construcció d'un podi quadrat, d'uns 47 metres per banda i amb orientació nord-sud perfectament ortogonal. Les escales, segons el model itàlic i etrusc, estaven només a la part frontal, a diferència del model grec que preferien posar esglaons pels quatre costats. Sobre aquest gran podi, es van construir altre cop dos temples bessons. La planta podria ser de pròstil, és a dir, amb una filera de columnes al davant de cadascú, o potser de perípter, envoltat de columnes per tres dels costats, com suggereixen els fonaments d'una filera de columnes trobada. Els respectius altars es trobaven a la part del davant, amb forma de lletra U i amb els relleus en forma de coixí típics de l'arquitectura etrusca del Latium a la meitat del s. IV aC.
N'hi va haver una segona reconstrucció als inicis del segle iv aC, després de la presa de Veïs el 396 aC, per iniciativa de Marc Furi Camil. Posteriorment, Marc Fulvi Flac va manar refer-ne el paviment, després de la conquesta de Volsinii el 264 aC. En aquesta reforma, s'hi van afegir dues noves tribunes, l'una de base quadrada i una altra de rodona, situades al centre, on es van col·locar unes estatuetes de bronze procedents del saqueig de la ciutat etrusca de Volsinii i del santuari de la federació etrusca.

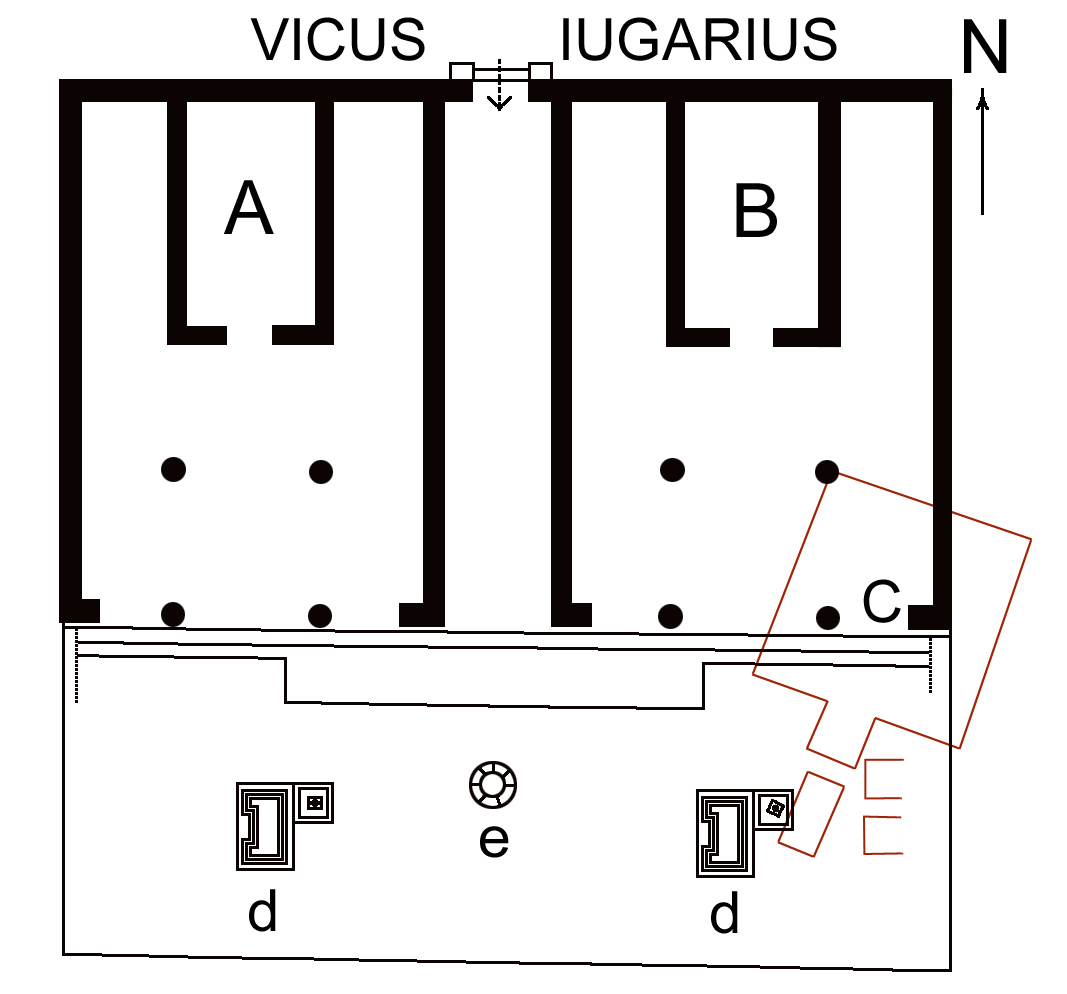
Plànol de l'àrea sacra de Sant’Omobono
A: temple de Fortuna, B: temple de Mater Matuta, C (en roig): temple arcaic, D: altar, E: plataforma circular

Davant dels dos temples i a prop de la Porta Triumphalis, una de les portes d'entrada a Roma, Luci Stertini va fer construir l'any 196 aC els dos primers arcs triomfals, que estaven coronats amb estàtues daurades.
Hi ha constància d'una nova restauració dels temples, després d'un incendi l'any 213 aC.

### Època imperial
La darrera intervenció destacada hi va ser a l'època de Domicià, un treball de millores que va finalitzar en temps d'Hadrià, com es pot veure per les marques de segell deixades pels picapedrers. Aquesta vegada es va recobrir el terra amb marbre travertí i es va afegir una arcada central sostinguda pels quatre costats, que feia les funcions d'entrada triomfal. Aquest nou aspecte és el que apareix en algunes monedes i en dos relleus de l'arc de Constantí.

## Les troballes
Els estudis arqueològics s'han dut a terme principalment en tres excavacions:
- El 1959, en la zona del vicus Iugarius al nord de l'àrea.[11]
- Del 1962 al 1964, principalment sobre la plataforma circular per a les ofrenes.[12]
- Del 1974 al 1975, estudis sobre els estrats fins a set metres de fondària.[13]

Les excavacions en profunditat encara estan limitades a només un sector dins l'àrea i han permès aportar informació sobre les diferents etapes de la seva construcció, que es poden resumir en:

### Fase I
Existència d'un culte amb un altar (ara), però sense edifici. En el nivell arqueològic corresponent a la primera fase, es va trobar una inscripció etrusca, datada entre finals del s. VII aC i meitat del VI aC. És la prova més antiga de la presència etrusca a la ciutat de Roma.

### Fase II
Construcció del primer temple, el dedicat a Mater Matuta i atribuït al rei Servi Tul·li (579-534 aC).

### Fase III
Reconstrucció total del temple, potser a causa d'un incendi, amb ampliació del podi, substitució dels elements arquitectònics de terracota i, també per ordre de Servi Tul·li, construcció del temple dedicat a la dea Fortuna. A finals del segle vi aC, l'àrea queda destruïda i abandonada. És estretament significativa la coincidència temporal entre el fi de la monarquia (cap al 510 aC), amb l'expulsió del rei d'origen etrusc Tarquini el Superb i la destrucció dels temples també d'origen etrusc de l'àrea de Sant'Omobono, com a prova d'un brusc i violent canvi polític i institucional.

### Fase IV
Realització d'una gran elevació del terreny (uns 6 metres d'alçada) i una pavimentació de cappellaccio, sobre la qual s'hi van construir dos temples amb diferent orientació. Per a reomplir el terreny, van fer servir restes d'un antic poblat prehistòric que hi havia a la zona, concretament de l'edat del bronze, com es pot provar per les restes de ceràmica trobada datada dels segles XIV-XIII aC, i també alguns fragments de ceràmica de l'edat del ferro d'importació grega de meitats del segle viii aC, considerats els testimonis més antics d'una relació entre la cultura local i la grega. Aquesta troballa també té importància perquè dona confirmació a les llegendes sobre la fundació de Roma, formada per emigrants grecotroians, tradició que va ser narrada per Virgili a l'Eneida.

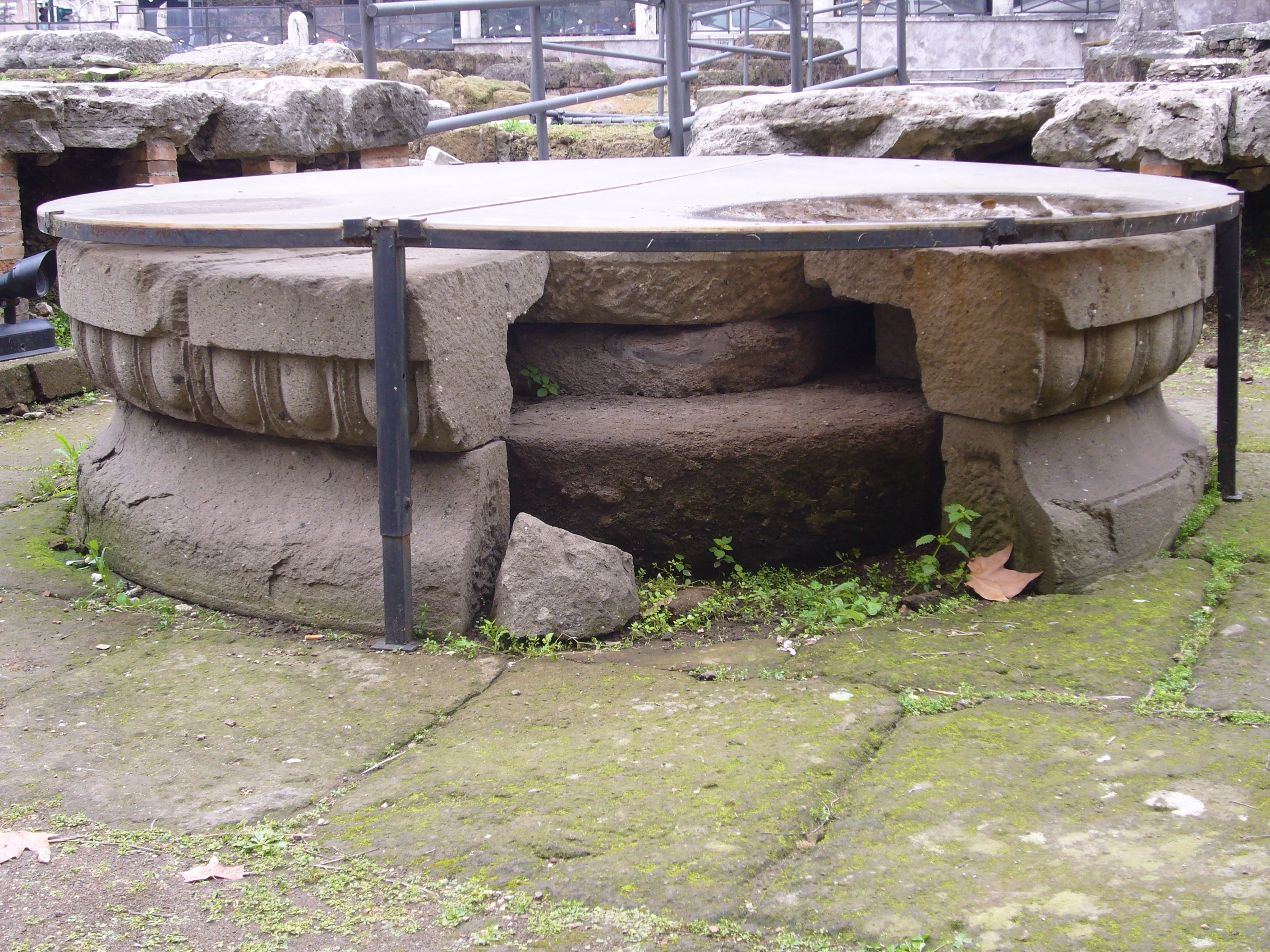
Donario

### Fase V
Construcció d'una nova pavimentació feta amb tuf de Monteverde i de tuf de l'Aniene, i la reconstrucció dels dos temples, amb dos altars orientats cap a l'est i la construcció d'un gran donario de forma circular, en posició perpendicular al centre de l'àrea, a sobre del qual devien estar col·locades les estatuetes de bronze de les quals s'han trobat fragments. Damunt d'uns blocs de lapis albanus, es van trobar fragments d'una inscripció que han permès assegurar la datació de la troballa:
(«Marc Fulvi, fill de Quint, cònsol, va dedicar aquest temple després de la presa de Volsinii».)

Efectivament, el cònsol M. Fulvi Flac va conquerir el 264 aC Volsinii i va prendre d'aquella ciutat unes 2.000 estatuetes de bronze, que després va oferir al temple romà.

### Fase VI
Reconstrucció de tota l'àrea, a causa d'un incendi el 213 aC, amb nova pavimentació amb lloses de Monteverde.

### Fase VII
Darrera pavimentació en travertí, de l'edat imperial, potser de l'època de Domicià, juntament amb maons estampats de l'època d'Hadrià. Hi resten traces al centre de l'àrea d'un doble arc amb quatre pilars, potser una Porta Triumphalis, per donar inici a la cerimònia dels triomfs a la ciutat.